# Meera (aktorka)
Meera, wł. Irtiza Rubab (ur. 12 maja 1977 r. w Lahore) – pakistańska aktorka, modelka i prezenterka telewizyjna, jako pierwsza pakistańska aktorka wystąpiła w indyjskim filmie.

## Życiorys
Urodzona 12 maja 1977 r. w Lahore, jej rodzicami byli Mohammad Syed Shafqat Shah i Syeda Zahra Bukhari. Początkowo pracowała jako modelka, popularność zdobyła występami w reklamie. Karierę aktorską rozpoczęła krótko później, a przełomem okazała się główna rola w filmie Kanta w 1995 roku. Za występ w filmie Khilona w 1999 r. zdobyła ogólnokrajową sympatię i nagrodę Nigar, która była pierwszą w jej karierze. światową popularność zyskała po swoim debiucie w filmie bollywoodzkim Nazar z 2005 r., który był pierwszą indyjsko-pakistańską koprodukcją.
Od 31 października 2013 r. żona Naveeda Iqbala. W 2009 r. przedsiębiorca Attiqueur Rehman ogłosił, że ożenił się z Meerą dwa lata wcześniej i skarżył się, że ta nie traktuje go jak męża. Kolejne 9 lat toczył się proces o stwierdzenie ważności bądź nieważności małżeństwa, jego zakończenie planowane jest na 30 grudnia 2017 roku.